# Uromyces yurimaguasensis
Uromyces yurimaguasensis ist eine Ständerpilzart aus der Ordnung der Rostpilze (Pucciniales). Der Pilz ist ein Endoparasit des Hülsenfrüchtlers Clitoria guianensis. Symptome des Befalls durch die Art sind Rostflecken und Pusteln auf den Blattoberflächen der Wirtspflanzen. Sie ist in Süd- und Mittelamerika verbreitet.

## Merkmale

### Makroskopische Merkmale
Uromyces yurimaguasensis ist mit bloßem Auge nur anhand der auf der Oberfläche des Wirtes hervortretenden Sporenlager zu erkennen. Sie wachsen in Nestern, die als gelbliche bis braune Flecken und Pusteln auf den Blattoberflächen erscheinen.

### Mikroskopische Merkmale
Das Myzel von Uromyces yurimaguasensis wächst wie bei allen Uromyces-Arten interzellulär und bildet Saugfäden, die in das Speichergewebe des Wirtes wachsen. Ihre Spermogonien wachsen oberseitig in kleinen Gruppen auf den Wirtsblättern. Die ihnen gegenüber wachsenden Aecien der Art sind zimtbraun. Ihre ebenfalls zimtbraunen Aeciosporen sind 24–27 × 23–27 µm groß, dreieckig eiförmig bis breitellipsoid und stachelwarzig. Die Uredien des Pilzes ähneln den Aecien, auch in ihren Sporen. Die blattunterseitig wachsenden Telien der Art sind zimtbraun, kompakt und unbedeckt. Die goldbraunen Teliosporen sind einzellig, in der Regel kugelig, glatt und meist 18–22 × 18–22 µm groß. Ihre Stiele sind farblos und bis zu 65 mm lang.

## Verbreitung
Das bekannte Verbreitungsgebiet von Uromyces yurimaguasensis reicht von Panama bis nach Südamerika.

## Ökologie
Die Wirtspflanze von Uromyces yurimaguasensis ist Clitoria guianensis. Der Pilz ernährt sich von den im Speichergewebe der Pflanzen vorhandenen Nährstoffen, seine Sporenlager brechen später durch die Blattoberfläche und setzen Sporen frei. Die Art durchläuft einen makrozyklischen Entwicklungszyklus mit Spermogonien, Aecien, Telien und Uredien. Als autoöker Parasit macht sie keinen Wirtswechsel durch.